# 金叶珠宝
金叶珠宝股份有限公司 （深交所：000587）是中国深圳证券交易所的一家上市公司，主营业务范围为家具制造业。
2011年，该公司主营业务收入为2518548128.00元，公司净利润为546418152.53元，公司总资产为1383671191.15元。